# 독립 (리히텐슈타인)
독립(獨立, 독일어: Die Unabhängigen 디 운아브헹이겐[*])은 리히텐슈타인의 정당으로 2013년에 창당했다. 현재 야당이다. 당수인 해리 콰더레어는 애국연합의 국회의원이었다가 2013년 총선을 앞두고 이 당을 창당하였다. 정책은 진보시민당과 비슷하나 그보다 민족주의적, 대중주의적 성격이 강한 편이다. 2017년 총선에서 5석을 얻어 3당이 되었다. 약칭으로는 DU를 쓰고있는데, DU는 독일어로 '당신' 혹은 '너'라는 의미를 가지고있다.

## 역대 선거 (2013 - )
| 선거        | 당선자 | 득표율 | 총리 배출 여부 |
| ----------- | ------ | ------ | -------------- |
| 2013년 총선 | 4 / 25 | 15.3%  | 미배출         |
| 2017년 총선 | 5 / 25 | 18.4%  | 미배출         |